# Semiothisa imitatrix
Semiothisa imitatrix är en fjärilsart som beskrevs av Thierry-mieg 1895. Semiothisa imitatrix ingår i släktet Semiothisa och familjen mätare. Inga underarter finns listade i Catalogue of Life.